# Burguillos de Toledo
Burguillos de Toledo es un municipio y localidad española de la provincia de Toledo, en la comunidad autónoma de Castilla-La Mancha. El término municipal tiene una población de 3743 habitantes (INE 2024).

## Toponimia
El término Burguillo deriva de burgus, del bajo latín o de los visigodos, y viene a significar «minúscula villa», «pequeña torre» o «pequeño barrio».

## Geografía
El municipio se encuentra situado en tierra llana en la comarca de los Montes de Toledo y linda con las poblaciones de Toledo, Nambroca, Ajofrín y Cobisa, todas ellas también pertenecen a Toledo. Por el oeste de la localidad pasa el arroyo Rosa, el cual desemboca en el Tajo.

## Historia
Aparece como Borguiellas en ciertos documentos del siglo XIII. Su origen, como el de varios pueblos cercanos a la capital, está en los caseríos que edificaban los vecinos de Toledo para habitar en las épocas de labranza y cosecha.
A mediados del siglo XIX el presupuesto municipal ascendía a poco más de 8589 reales, de los que 1460 eran para pagar al secretario.
Hasta la reforma de la nomenclatura municipal de 1916 el municipio se llamaba simplemente Burguillos. En dicha fecha su nombre fue modificado por el de Burguillos de Toledo.
En febrero de 2017, el Ayuntamiento de Burguillos obtuvo el Certificado Verde otorgado por la Asociación Áreas Verdes por su compromiso con el medio ambiente y por aportar tierras en sus proyectos de reforestación dentro de la primera edición del programa Ningún pueblo sin bosque.

## Demografía
Cuenta con una población de 3743 habitantes (INE 2024).
| Gráfica de evolución demográfica de Burguillos de Toledo entre 1842 y 2021 |
| |
| Población de derecho según los censos de población del INE Población de hecho según los censos de población del INEEn estos censos se denominaba Burguillos: 1842, 1857, 1860, 1877, 1887, 1897, 1900 y 1910 |

## Símbolos
El escudo municipal de Burguillos de Toledo fue encargado en 1982 por el Ayuntamiento a los heraldistas e historiadores José Luis Ruz Márquez y Buenaventura Leblic García, quienes propusieron el escudo descrito, el cual, una vez dictaminado favorablemente por la Real Academia de la Historia, fue aprobado por la Junta de Comunidades de Castilla-La Mancha en decreto n.º 57 de 29 de abril de 1986.
Su descripción es la siguiente: Escudo de un solo cuartel: de oro, un lienzo de muralla de gules, aclarado de azur y terrado de sinople; surmontado de una cepa de vid arrancada, de sinople. Al timbre, corona real cerrada.

## Administración
| Periodo   | Nombre                      | Partido |
| --------- | --------------------------- | ------- |
| 1979-1983 | Cristóbal de la Cruz Moreno | UCD     |
| 1983-1987 | Anselmo de la Cruz García   | PSOE    |
| 1987-1991 | Anselmo de la Cruz García   | PSOE    |
| 1991-1995 | Anselmo de la Cruz García   | PSOE    |
| 1995-1999 | Anselmo de la Cruz García   | PSOE    |
| 1999-2003 | Julián Turrero García-Patos | PP      |
| 2003-2007 | Julián Turrero García-Patos | PP      |
| 2007-2011 | Julián Turrero García-Patos | PP      |
| 2011-2015 | Mariano Sánchez Suárez      | PSOE    |
| 2015-2019 | José Castro Sánchez         | GANEMOS |
| 2019-2023 | José María Gómez Caro       | PSOE    |
| 2023-act. | Sergio Díaz García          | PP      |

## Patrimonio
A destacar la ermita de San Blas del siglo XVII, el Rollo de estilo renacentista y la parroquia de Santa María Magdalena destruida en 1936 y reconstruida posteriormente. 

## Fiestas
- Sábado más cercano al 3 de febrero: San Blas. Romería en la ermita de Ntra. Sra. de Burguillos (conocida también como ermita de San Blas). Llevada hasta allí la imagen del Santo, en la ermita se celebra la santa Misa y después hay un momento para tomar un vino y compartir dulces y otros alimentos. Los quintos llevan a hombros la imagen de San Blas.
- 22 de julio: Santa María Magdalena, misa y procesión en honor de la santa.
- 16 de julio: Virgen del Carmen, procesión con imagen de la virgen al caer la tarde.
- Primer domingo de septiembre: fiestas patronales en honor al Santísimo Cristo de la Fe conocidas popularmente como las fiestas de los hombres. En estas fiestas destacan las quínolas (juego de cartas en el cual se sortean roscas y otros dulces), las carretillas y el baile de la bandera.
- Octubre: fiestas en honor a la Virgen del Rosario conocidas popularmente como las fiestas de las mujeres. En esta festividad también destacan las quínolas, las carretillas y el baile de la bandera.

## Hermanamientos
- Burguillos del Cerro (España)
- Burguillos (Sevilla) (España)